# Municipio de Clatonia
El municipio de Clatonia (en inglés: Clatonia Township) es un municipio ubicado en el condado de Gage en el estado estadounidense de Nebraska. En el año 2010 tenía una población de 441 habitantes y una densidad poblacional de 4,71 personas por km².

## Geografía
El municipio de Clatonia se encuentra ubicado en las coordenadas 40°28′44″N 96°51′23″O / 40.47889, -96.85639. Según la Oficina del Censo de los Estados Unidos, el municipio tiene una superficie total de 93.66 km², de la cual 92,77 km² corresponden a tierra firme y (0,95 %) 0,89 km² es agua.

## Demografía
Según el censo de 2010, había 441 personas residiendo en el municipio de Clatonia. La densidad de población era de 4,71 hab./km². De los 441 habitantes, el municipio de Clatonia estaba compuesto por el 98,19 % blancos, el 0,45 % eran asiáticos y el 1,36 % eran de una mezcla de razas. Del total de la población el 0,68 % eran hispanos o latinos de cualquier raza.